# STS–3xx
STS–3xx mentő űrrepülőgép (STS–3xx)/Szojuz űrhajó készenlétét az STS–107 katasztrófáját követően vezették be. Ha az űrrepülőgép sérülése miatt nem tud sikeresen visszatérni, de képes a Nemzetközi Űrállomáson (ISS) dokkolni, a legénységet életmentéssel kellett visszahozni bázisukra. Ha az ISS-nél csak megközelítést tudott végrehajtani, akkor egy kábeles technikát (csiga mozgást) alkalmazva, űrruhában tértek volna át az ISS fedélzetére. A kábelt az STS–121 küldetésén vitték az űrállomásra, az STS–135 küldetésén vitték vissza a Földre. A tervek szerint a mentő űrrepülőgép négy fővel indulva hozott volna vissza űrhajósokat, a Szojuz űrhajó pedig két fordulóval tudta volna az űrállomáson rekedt űrhajósokat menteni.
Minden indítást követően a beépített kanadai Canadarm (RMS) manipulátor kar 50 méter kinyúlást biztosító karjára szerelt Orbiter Boom Sensor System (OBSS) rendszerrel további 15 méterrel meghosszabbították a kinyúlási távolságot. A rendszer segítségével ellenőrizni tudták a hővédőpajzs esetleges sérülését, szükség szerint javítási, karbantartási munkákat végezhettek a biztonságos leszállás elősegítésére. A mentő űrrepülőgép hasonló ellenőrzést végzett volna, csökkentett legénysége – 4 fő (parancsnok, pilóta, két küldetésfelelős) – javító, karbantartó munkával segítette volna helyreállítani a sérüléseket. Ha nem sikerült volna a nagy károkat szenvedett űrrepülőgépet megjavítani, akkor az életmentés került volna előtérbe. A gyakorlatban nem volt szükség mentő űrrepülőgép küldésére.
Vészhelyzeti készenlét biztosítására eredetileg 40 napot szánt a NASA, amit fokozatosan csökkentettek, figyelembe véve, hogy az űrrepülőgép önállóan legfeljebb 23 napig tudta biztosítani a 6 fős legénység életfeltételeit. Az ISS-en rekedve körülbelül 80 nap állt rendelkezésre a megnövekedett legénységi létszám ellátására. A leggyorsabban a Progressz űrhajó segítségével lehetett utánpótlást biztosítani. Az STS–124 űrrepülőgép küldetését követően az ISS-en 6 fős legénység teljesített szolgálatot, ehhez igazították a szükséges életfeltételeket.

## Módosítások
A nagyobb létszám visszahozása súlycsökkentést, testre szabott ülések beszerelését igényelte. Az ülések elrendezése, pozíciójának (ülés, fekvő állapot) biztosítása előkészületeket és időt igényelt. Az űrrepülőgépek biztonságát növelve távirányítható elemeket építettek a rendszerbe. Távirányítással automatikus leszállást (robotpilóta) is lehetővé tettek, a Földről teljes körű műszaki ellenőrzés lehetőségével. A szovjet Buran űrrepülőgép is teljesen automatikusan repült, majd tért vissza a Földre. Vészhelyzeti leszállóhelyeket jelöltek ki Európában és az amerikai kontinensen.

### Mentési programterv
- az esemény bekövetkezését követő 10. napon indulhat a vészhelyzeti támogatás,
- 11-21 nap között az űrrepülőgép nyitott raktérrel dokkol az ISS űrállomással,
- 21. napon az űrsikló üresen automatikusan leválik az ISS dokkolóról, a legénység az űrállomáson marad,
- szétválást követő negyedik órában az űrrepülőgép távirányítással landol a Vandenberg Air Force Base kifutóján,
- minimum a 35-45 nap között indulhat a mentő űrrepülőgép,
- 45-47 nap repülési idő között önvizsgálat (indításnál keletkezett sérülések ellenőrzése)
- 47. napon dokkolás az ISS-en,
- 48. napon a legénység átszáll a mentő űrrepülőgépbe,
- 49. napon leszállás a Kennedy Űrközpontban (KSC) vagy az Edwards légitámaszponton (AFB),